# Scorched Earth
Scorched Earth – komputerowa strategiczna gra turowa stworzona i wydana 20 marca 1991 przez Wendella Hickena.
W Scorched Earth gracz przejmuje kontrolę nad czołgiem usytuowanym na dwuwymiarowej, pofałdowanej planszy. Celem gry jest zniszczenie wszystkich pozostałych czołgów przy użyciu różnorodnego zestawu pocisków, przy czym dużą rolę odgrywa ustalenie siły i kąta wystrzału. Możliwe jest też zabezpieczanie własnego czołgu różnymi systemami defensywnymi. W rozgrywce może uczestniczyć do 10 graczy jednocześnie.
Jakkolwiek zawarty w Scorched Earth pomysł na wzajemne ostrzeliwanie się czołgów nie był oryginalny i istniał już w wielu innych produkcjach, Hicken we własnym dziele zawarł archetypowe cechy gatunku gier zwanego artillery game. Część z rozwiązań tej gry wykorzystano przy produkcji Worms, która przyćmiła swoją popularnością Scorched Earth.